# Kasim Gujić
Kasim Gujić (Ljubuški, 1906. – Zagreb, 31. listopada 1943.) je bio hrvatski novinar-istraživač, publicist i putopisac, po struci učitelj. Pisao je rasprave, članke i putopise u skoro pedeset zagrebačkih i sarajevskih novina.

## Životopis
Rođen je 1906. godine u Ljubuškom od oca Hasana i majke Paše, kćerke Ibrage Mesihovića iz Vitine. U Ljubuškom je završio osnovnu školu. U Mostaru je završio nižu gimnaziju i učiteljsku školu. Zarana je napustio učiteljsku struku i posvetio se uzgoju duhana i novinarstvu. Iako kratke novinarske karijere, napisao je niz vrijednih radova kao dopisnik i suradnik novina. Nije se bojao pisati ni polemizirati ni o najdelikatnijim temama.
Bio je veliki i iskreni hrvatski nacionalist, borac za Novu Hrvatsku, za hrvatsku stvar i hrvatskog čovjeka.
Gujićev dijapazon tema o kojima je pisao bio je širok. Naglasak je bio na problematiku njegova hercegovačkog zavičaja. Značajne su njegovi radovi o duhanu, problemima ekonomske eksploatacije i krijumčarenja. Prilozi lokalne zavičajne povijesti bili su izrazito hrvatskom muslimanskom kulturno-nacionalne tendencije. Ukazivao je na činjenicu da su mnogi bosansko-hercegovački begovi i općenito muslimani u starije vrijeme smatrali su sramotnim priznati da potječu od domaćeg bosanskog katoličkog plemstva (begovi Firduzi, Kapetanovići, Filipovići). Dokazivao je da su te begovske obitelji mahom udešavale obiteljsku povijest da su turskog plemićkog podrijetla, služeći se i različnim krivotvorinama radi unošenja zabune i zametanja trag utvrđenju njihova hrvatskog podrijetla. Pisao je i o nečovječnim Njegoševim postupcima hercegovačkim muslimanskim prvacima, iskrivljenom prikazu Smail-age Čengića u književnosti, o hercegu Stjepanu, don Ivanu Musiću, Ali-paši Rizvanbegoviću Stočeviću, o eksploatatorskom odnosu starojugoslavenske vlasti prema hercegovačkim sadiocima duhana, presporoj melioraciji krških polja u Hercegovini, odnosu turskih sultana i bosanskih franjevaca, valjanosti kršćanstva i islama i drugo. Zbog tih tekstova često su ga napadali srpski/jugoslavenski kritičari. 1938. godine Državno tužiteljstvo u Zagrebu zabranilo je tiskati i distribuirati Gujićevo djelo ""Duhansko pitanje. Ekonomska eksploatacija seljaštva u Hercegovini" jer je ono kazneno djelo po "Zakonu o zaštiti javne bezbjednosti i poretka u državi". Gujić je skupa s drugim hrvatskim muslimanskim intelektualcima, piscima i novinarima pisao u "Doğu ve Batı.", prvom hrvatskom časopisu na turskom jeziku. Surađivao je zagrebačkim listovima Jutarnjem listu, Novostima, Obzoru, poslije u Hrvatskom narodu i Novoj Hrvatskoj. Pisao je za sarajevski Jugoslavenski list, Jugoslavensku poštu, Napredak, Novi list i Osvit.
Nakon uspostave NDH živi u Zagrebu. 1943. godine ubijen je pod okolnostima koje do danas nikad nisu rasvijetljene. Pokopan je 6. studenoga. Autori Mahmud Konjhodžić i Jure Galić optuživali su ustaše da su ubili Gujića, no nikad nisu naveli izvore. Ivo Lučić je ocijenio da su te teze po svemu sudeći pogrešne i očigledno tendenciozne. 
Gujićeva obitelj posjedovala je originalnu zbirku osmanskih dokumenata koju je poslije rata predala Sreskom narodnom odboru u Ljubuškom, no u ratu u BiH '90-ih ta je zbirka završila u privatni posjed ili je uništena. 